# Islas Delarof
Las islas Delarof (en inglés: Delarof Islands; en aleuta: Naahmiĝun tanangis) constituyen un grupo de pequeñas islas que son el grupo más occidental del grupo de islas Andreanof, parte del archipiélago de las islas Aleutianas, una cadena de islas localizadas al suroeste de Alaska, EE. UU. Tienen una superficie conjunta de 165,35 km² y ninguna de las islas está habitada.
El grupo Delarofs está integrado por las siguientes 11 islas (además de numerosos islotes): Amagtignak, Gareloi (67,2 km²), Ilak, Kavalga (Qavalĝa), Ogliuga (Aglaga), Skagul (Sxaĝulax̂), lasTags (Tagachaluĝis), Tanadak (Tanaadax̂), Ugidak (Qagan-tanax̂), Ulak y Unalga (Unalĝa).
Estas islas están limitadas, al este, por el paso Tanaga que las separa del resto de las islas Andreanof; y al oeste, por el paso Amchitka, que las separa de las islas de Amchitka y Semisopochnoi (las más orientales del grupo de las islas Rata). Todas estas islas son administradas como parte de la Unidad de las Islas Aleutianas del «Refugio de Vida Salvaje Nacional Alaska Marítima».

## Historia
Las islas Delarof fueron nombrados en 1836 por el capitán Fyodor Petrovich Litke de la Armada Imperial rusa, que las bautizó en honor de Eustrate Ivanovich Delarof, un administrador colonial de origen griego que fue el encargado principal de la Compañía-Golikov Shelikhov (precursor de la Compañía Ruso-Americana) desde 1787 hasta 1791.